# James Thomson (Zellbiologe)

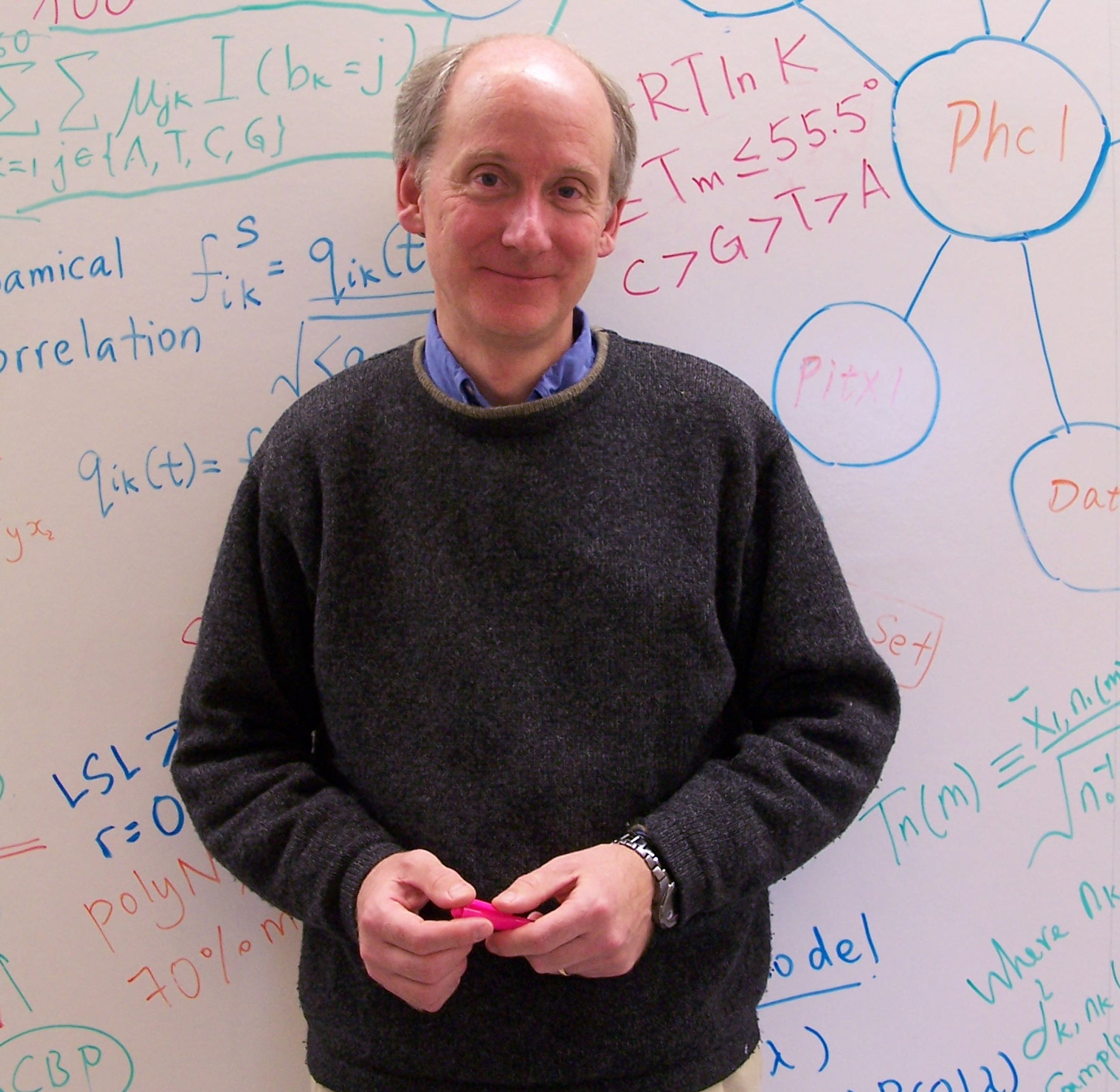
James Thomson

James Alexander Thomson (* 20. Dezember 1958 in Oak Park, Illinois, USA) ist ein US-amerikanischer Zellbiologe und Professor an der University of Wisconsin in Madison. Er gilt als einer der Pioniere der Stammzellforschung.

## Leben
James Thomson studierte Biophysik an der University of Illinois at Urbana-Champaign mit dem Bachelorabschluss 1981 und dann Veterinärmedizin an der University of Pennsylvania, wo er 1985 in Veterinärmedizin und 1988 in Molekularbiologie bei Davor Solter promoviert wurde. 1989 bis 1991 war er Post-Doktorand am Primate In Vitro Fertilization and Experimental Embryology Laboratory des Oregon National Primate Research Center. 1992 bis 1994 vollendete er eine Facharztausbildung (Residency) in veterinärmedizinischer Pathologie an der University of Wisconsin–Madison. Danach wurde er dort Professor für Regenerative Biologie und Direktor des Morgridge Institute for Research sowie ab 2007 Adjunct Professor an der University of California, Santa Barbara. Im März 2022 kündigte er an, im Juli 2022 in den Ruhestand einzutreten.
Thomson  ist Gründer der Firma Cellular Dynamics International in Madison für pharmazeutische Anwendungen der Stammzellenforschung.
Anfang November 1998 publizierten er und John D. Gearhart die beiden ersten wissenschaftlichen Studien über die erfolgreiche Kultivierung von Stammzelllinien aus sieben Tage alten menschlichen Blastozysten (Thomson) bzw. aus Urkeimzellen des Menschen (Gearhart): Es war dies der Beginn der Stammzellforschung an embryonalen Stammzellen.
Das Forschungsprojekt von Thomson war – ohne Förderung durch US-Behörden – von der kalifornischen Firma Geron finanziert worden. Die Embryonen hatte Thomsons Arbeitsgruppe von israelischen und US-Kliniken bezogen, wo sie im Rahmen von IVF-Maßnahmen im Labor entstanden, aber nicht mehr bei den Zellspenderinnen zum Einsatz gekommen waren.

## Ehrungen
- 2008: Massry-Preis
- 2008: Mitglied der National Academy of Sciences[3]
- 2011: König-Faisal-Preis für Medizin
- 2011: Albany Medical Center Prize.

Am 20. August 2001 war Thompson mit einem großformatigen Foto auf dem Titelblatt des Time Magazine abgebildet, das der US-amerikanischen Spitzenforschung in den Fachgebieten Naturwissenschaften und Medizin gewidmet war.

## Belege
1. ↑  A science trailblazer retires: Stem cell researcher James Thomson’s legacy changed the future of biology. Auf: news.wisc.edu vom 3. März 2022.
2. ↑  Michael J. Shamblott, Joyce Axelman, […] und John D. Gearhart: Derivation of pluripotent stem cells from cultured human primordial germ cells. In: PNAS. Band 95, Nr. 23, 10. November 1998, S. 13726–13731, doi:10.1073/pnas.95.23.13726.
3. ↑  Eintrag James Thomson in der Datenbank der National Academy of Sciences.
4. ↑  Scientist James Thomson. Titelbild des Time Magazine vom 20. August 2001.

| Personendaten    | Personendaten                                                                         |
| ---------------- | ------------------------------------------------------------------------------------- |
| NAME             | Thomson, James                                                                        |
| ALTERNATIVNAMEN  | Thomson, James Alexander (vollständiger Name)                                         |
| KURZBESCHREIBUNG | US-amerikanischer Zellbiologe und Professor an der University of Wisconsin in Madison |
| GEBURTSDATUM     | 20. Dezember 1958                                                                     |
| GEBURTSORT       | Oak Park, Illinois, USA                                                               |